# La buena suerte
La buena suerte es una película española de drama de 2025, dirigida por Gracia Querejeta, quien coescribió el guion con María Ruiz, basada en la novela homónima de Rosa Montero. Está protagonizada por Hugo Silva y Megan Montaner. Se estrenó en el Festival de Málaga el 16 de marzo de 2025, y luego se estrenó en cines españoles el 6 de junio de 2025, con distribución de Karma Films.

## Trama
Tras llegar a un pequeño pueblo de mala muerte, Pablo se enfrenta a sorpresas y acontecimientos no siempre deseables. Durante su estancia, conoce a Raluca, una mujer con una visión optimista de la vida que mucho tiempo atrás decidió confiar en su suerte.

## Reparto
- Hugo Silva como Pablo
- Megan Montaner como Raluca
- Miguel Rellán como Felipe
- Eva Ugarte como Regina
- Ismael Martínez como Urraca
- Álvaro Rico como Mauro

## Producción
El 6 de agosto de 2023, se anunció por primera vez que Gracia Querejeta estaba desarrollando su próxima película, La buena suerte, la cual estaría basada en el libro homónimo de Rosa Montero. El rodaje de la película comenzó en el municipio de Alcanadre, en La Rioja, el 19 de agosto de 2024, donde se grabaron escenas de la película hasta el 23 de agosto de 2024. Además de Alcanadre, el rodaje también tuvo lugar en localizades de Navarra, incluyendo Pamplona, Abárzuza, Oteiza, Muruzábal y Obanos. Hugo Silva, Megan Montaner, Eva Ugarte, Josean Bengoetxea, Ismael Martínez, Paqui Horcajo, Chani Martín y Miguel Rellán fueron anunciados como los actores protagonistas de la película. El rodaje de la película concluyó en octubre de 2024.

## Lanzamiento y marketing
El 30 de enero de 2025, se anunció por primera vez que La buena suerte tendría su estreno mundial en el Festival de Málaga, cuya proyección tuvo lugar el 16 de marzo de 2025.
El 24 de abril de 2025, Karma Films lanzó el tráiler de la película y programó su estreno en cines españoles para el 6 de junio de 2025.
En el fin de semana de estreno, acumuló 48 000 euros con 90 copias distribuidas en distintos cines a través de España, convirtiéndola en la novena película elegida por los espectadores.